# 羅慕洛加耶戈斯市 (阿普雷州)

羅慕洛加耶戈斯市（西班牙語：Municipio Rómulo Gallegos），是委內瑞拉的一個市，位於該國西南部阿普雷州，首府設於埃洛薩，面積12,219平方公里，2007年人口23,839，人口密度為每平方公里2.0人。城市得名于委内瑞拉小说家、政治家羅慕洛·加列戈斯。

## 外部連結
- romulogallegos-apure.gob.ve （西班牙文）